# Stylocline sonorensis
Stylocline sonorensis là một loài thực vật có hoa trong họ Cúc. Loài này được Wiggins miêu tả khoa học đầu tiên năm 1950.